# Баминги-Бангоран
Баминги-Бангоран (фр. Bamingui-Bangoran; санго Sêse tî kömändâ-kötä tî Bamïngï-Bangoran) — префектура Центральноафриканской Республики.
- Административный центр — город Нделе.
- Площадь — 58 200 км², население — 38 437 человек (2003 год). Имеет самую низкую плотность населения в государстве — 0,66 чел./км².

## География
Граничит на северо-востоке с префектурой Вакага, на востоке с Верхним Котто, на юге с префектурой Уака, на юго-западе с экономической префектурой Нана-Гребизи, на севере с Чадом.

## Субпрефектуры
- Баминги
- Нделе